# Masan
Masan (마산시) est une ancienne ville de la Corée du Sud, dans la province du Gyeongsang du Sud. À la suite de son intégration dans la ville de Changwon le 1er juillet 2010, elle a été divisée en deux arrondissements urbains : Masan-Hoiwon-gu et Masan-Happho-gu.
Masan est située aux abords de la baie de Masan et est connue pour le mont Muhaksan, c'est-à-dire « montagne de la grue blanche volante ».

## Économie
- Usine Nokia

## Éducation
Universités :
- Collège de Masan
- Université de Kyungnam (경남대학교)

## Jumelage
- Jacksonville (États-Unis) depuis le 30 mai 1983
- Zapopan (Mexique) depuis le 9 juin 1987
- Đà Nẵng (Viêt Nam) depuis le 23 septembre 1987
- Oussouriisk (Russie) depuis le 26 octobre 1989
- Shulan (Chine) depuis le 29 octobre 1997
- Changyeong (Corée du Sud) depuis le 1er décembre 1998
- Mokpo (Corée du Sud) depuis le 24 décembre 1998
- Himeji (Japon) depuis le 18 avril 2000

## Personnalités liées
- Jung Mikyung, écrivaine, y est née en 1960
- Kim Mi-jung (1971-), championne olympique de judo.
- Lee Eun-sang (1903-1982), poète et historien sud-coréen